# Gaoyang (köping i Kina)
Gaoyang (kinesiska: 高阳, 高阳镇) är en köping i Kina. Den ligger i provinsen Henan, i den centrala delen av landet, omkring 41 kilometer väster om provinshuvudstaden Zhengzhou. Antalet invånare är 67 473. Befolkningen består av 32 485 kvinnor och 34 988 män. Barn under 15 år utgör 20,0 %, vuxna 15-64 år 71 %, och äldre över 65 år 7,0 %.
Genomsnittlig årsnederbörd är 617 millimeter. Den regnigaste månaden är juli, med i genomsnitt 126 mm nederbörd, och den torraste är december, med 4 mm nederbörd.